# Quirilelo (Dato)
Quirilelo (Kirilelo) ist eine osttimoresische Aldeia im Suco Dato (Verwaltungsamt Liquiçá, Gemeinde Liquiçá). 2015 lebten in der Aldeia 70 Menschen.

## Geographie
Quirilelo bildet den äußersten Südosten des Sucos Dato. Westlich liegt die Aldeia Lebuhei. Im Norden, Osten und Süden grenzt Quirilelo an den Suco Darulete und im Südwesten an den Suco Açumanu. Im Norden liegt das Dorf Quirilelo.

## Politik
2023 wurde Francisco P. dos Santos zum Chefe de Aldeia gewählt.